# Француско-бразилска граница
Граница између Француске и Бразила је међународна граница која ограничава националне територије Бразила и Француске на североистоку Јужне Америке, као и изван ње, на западу Атлантског океана. Дугачка је 730,4 км и раздваја државу Бразила Амапу од Француске Гвајане, прекоморског департмана Републике Француске.

## Географија
Граница између ове две земље започиње на југозападу, на самој Гвајанскoj висоравани и тиме ствара тромеђе заједно са границом Бразила и Суринама. На мапама Националног института за географске и шумске информације  „Коулимапопан” (шп. Koulimapopann), граница се налази на 2° 20' 15,2" северне географске ширине и 54° 26' 04,4" западне географске дужине.
Од ове тачке па дуж целе границе која износи 303,2 км протеже се вододелница, замишљена линија од које се све воде, које падну на земљу, сливају у два различита дренажна система и која се налазе између Амазона и Гвајанских река које затим директно уливају у Атлантски океан. Слив се затим спаја са реком Ојрок, која ствара 427,2 км природну границу. На самој граници између Француске и Бразила, Ојрок раздваја територијална мора ових држава.
Овај слив је данас једна од најдужих природних граница између Грузије и Русије, Француске и Шпаније и Бразила и Суринама. По својој дужини, граница је на 121. месту у свету одмах иза финско - норвешке границе и испред грузијско - руске границе. Најдужа је Француска граница, али је најкраћа у Бразилу.

## Историја
Граница је успостављена након потписивања споразума у Утрехту у којем су потписани неколико билатералних мировних споразума у марту и априлу 1713. године. Овим споразумом завршен је рат за шпанско наслеђе између Енглеске и Уједињених провинција с једне и Француске и Шпаније са друге стране. У споразуму се јасно наглашава: „Да ће пловидба Амазоном, као и две обале реке, припасти Португалији и да ће река Јапоц или Винсент Пинсон служити као ограничење“.
Након рата, Француска се одрекла у корист Португалије свих својих права која је полагала над „земљама севера” фр. Cap Nord, смештених између Амазона и реке Јапоц. У то време географи су веровали да су ове две реке биле само једна. Накнадна истраживања показала су да постоји разлика од 2 степена географске ширине између две реке. Иако су се истраживања наставила, Француска је и даље тврдила да је река у ствари Рио Арагуари док Бразил тврди супротно и мисли да се ради о реци Иапок. Парница између ове две земље је трајала скоро два века, али након независности, успоставили су војне положаје и хришћанске мисије што ће касније постати Француско-Бразилски спор. Државе су оптужиле једна другу за кршење територијалног интегритета и тиме прекршиле независност државе у вршењу спољашњих и унутрашњих послова.
Овај спор је окончан тек 20. августа 1797. године уговором којим је утврђена граница на реци Пинсон. Након Наполеонових ратова (1804—1815), француско - португалске трупе заузеле су град Кајена, главни и највећи град француске прекоморске територије Француске Гвајане. Париски мир, потписан 30. маја 1814. године, надлаже да се Гвајана врати Француској таква каква је била 1. јануара 1792. али Бразилци су против ове одлуке.
Након неколико година дубоке расправе, интернационални суд, спроведен од стране Швајцарске, донео је пресуду у корист Бразилу 1900. године и тиме је је половина Гвајане припало Бразилу као и мноштво мањих земаља које су данас пуночлане државе Бразила.
Данас, културни остатак овог периода може се приметити у држави Амапа, где мноштво људи говори гвајанским креолским језиком.

## Гранични прелаз
Граница која се налази на подручју тропске кишне шуме, еволутивно најстаријег екосистема на планети Земљи кроз коју течу реке стварају мочваре и блокирају гранични пут. Француска и Бразил одлучиле су да уложе инвестиције и тиме обезбеде сигурнији пут између ове две земље. Данас, на граничном месту постоји мост и гранична тачка под називом Свети Ђорђе.

## Прелаз Свети Ђорђе
Године 2003, Француска је изградила мост под називом Свети Ђорђе како би повезала Кајену са градом Свети Ђорђе захваљујући путу РН2. Овај подухват је омогућио лакши прелаз и бољу економију за обе земље. Према истраживањима, Кајенски људи пазаре у суседној земљи, по ценама много нижим него у Гвајани, док у другом правцу, Бразилци одлазе у Француску да траже посао. Прелази су под великом полицијском контролом због тога што уласком у француски део, особе улазе у Европу.
Француски пројекат поднет у јулу 2005. године предвидео је отварање дугог моста преко реке Ојапок. Радови су започели 2009. и завршени 2011. године. Овај мост је по први пут омогућио прелаз преко границе моторним возилом. Инаугурација је одржана 18. марта 2017. године присуством француских и бразилијанских званичника.
Због тешке приступачности, границу између Француске и Бразила је јако тешко контролисати. Поред прелаза Свети Ђорђе, надзорне патроле могу се вршити једино речним путем, шумским стазама и хеликоптером, али није могуће слетети због неповољног терена. Легија странаца (франц. Légion étrangère) елитна, професионална борбена јединица која је саставни део француске војске, патролира дуж ове границе колико је то могуће док Национална француска жандармерија контролише пут РН2.
Котроле су ригорозне због тога што је гранични прелаз један од улазних врата у Европу. Прелаз је отворен сваког дана од 8 до 18 часова.

### Мост
Гранични мост је изграђен од бетонског материјала и повезан је кабловима. Два пилона висине од по 83 метара држе мост. Дужина моста је 378 метара, има два колосека ширине 3,50 м. Пропух ваздуха испод моста је 15 метара. На француској страни приступ се врши преко граничне контролне станице де су присутне две контролне управе: гранична полиција и царина. Мост је без путарине (кабине се користе за граничну контролу, а не за путарине) доступан је и возилима и пешацима. Са бразилске стране пут је неасфалтиран и због јаких сезонских киша пут се не користи стално.
Прелаз границе моторним возилом је дозвољен под условом да је возило осигурано (у Француској је осигурање обавезно док у Бразилу то није случај).

## Шематски приказ границе
| Француска (Француска Гвајана) | Француска (Француска Гвајана) | Француска (Француска Гвајана) |             | Бразил    | Бразил            | Бразил |
| Арондисман                    | Локална заједница             | Граница                       |             | Граница   | Локална заједница | Стање  |
| ----------------------------- | ----------------------------- | ----------------------------- | ----------- | --------- | ----------------- | ------ |
| Атлантски океан               |                               |                               |             |           |                   |        |
| Кајена                        | Француска Гвајана             | zentriert                     | O j a p o k | zentriert | Ојапок            | Amapа  |
| Кајена                        | Камопи                        |                               | O j a p o k | zentriert | Ојапок            | Amapа  |
| Кајена                        |                               | Ларањар до Лари               |             |           |                   | Amapа  |
| Арондисман Сан Лоран          | Марипасула                    |                               |             |           |                   | Amapа  |
| Суринам                       |                               |                               |             |           |                   |        |

## Галерија
- Поглед на мост
- Улица која води према граничном прелазу
- Поглед на бразилски град
- Национални парк Канастра надомак границе
- Гранична контрола
- Поглед на мост са француског дела